# 천마총 관모
천마총 관모(天馬塚 冠帽)는 대한민국 경상북도 경주시 천마총에서 발견된 신라 때 모자이다.
금으로 만든 관(冠) 안에 쓰는 모자의 일종으로 높이 16센티미터, 너비 19센티미터이다. 각각 모양이 다른 금판 4매를 연결하여 만들었다.
금관과 함께 지배자를 상징하는 위세품의 하나이다. 이 관모는 모자 모양이기는 하나 머리에 쓰기에는 작기 때문에 가죽 혹은 자작나무 껍질로 만든 모자의 윗부분을 장식한 용도였던 것으로 보인다.
1978년 12월 7일 대한민국의 국보 제189호로 지정되었다.

## 개요
천마총에서 발견된 신라 때 모자이다. 천마총은 경주 고분 제155호 무덤으로 불리던 것을 1973년 발굴을 통해 금관, 팔찌 등 많은 유물과 함께 천마도가 발견되어 천마총이라 부르게 되었다.
금모(金帽)란 금으로 만든 관(冠) 안에 쓰는 모자의 일종으로 높이 16cm, 너비 19cm인 이 금모는 널<관(棺)> 바깥 머리쪽에 있던 껴묻거리(부장품) 구덩이와 널 사이에서 발견되었다.
각각 모양이 다른 금판 4매를 연결하여 만들었는데, 위에는 반원형이며 밑으로 내려갈수록 넓어진다. 아랫단은 활처럼 휘어진 모양으로 양끝이 쳐진 상태이다. 윗단에 눈썹 모양의 곡선을 촘촘히 뚫어 장식하고 사이사이 작고 둥근 구멍을 뚫었으며, 남은 부분에 점을 찍어 금관 2장을 맞붙인 다음 굵은 테를 돌렸다. 그 밑에는 구름 무늬를 뚫어 장식하였고 또 다른 판에는 T자형과 작은 구멍이 나 있는 모양의 금판이 있다.
머리에 쓴 천에 꿰매어 고정시킨 후 썼던 것으로 보인다.